# آفتاب گرگ‌ومیش

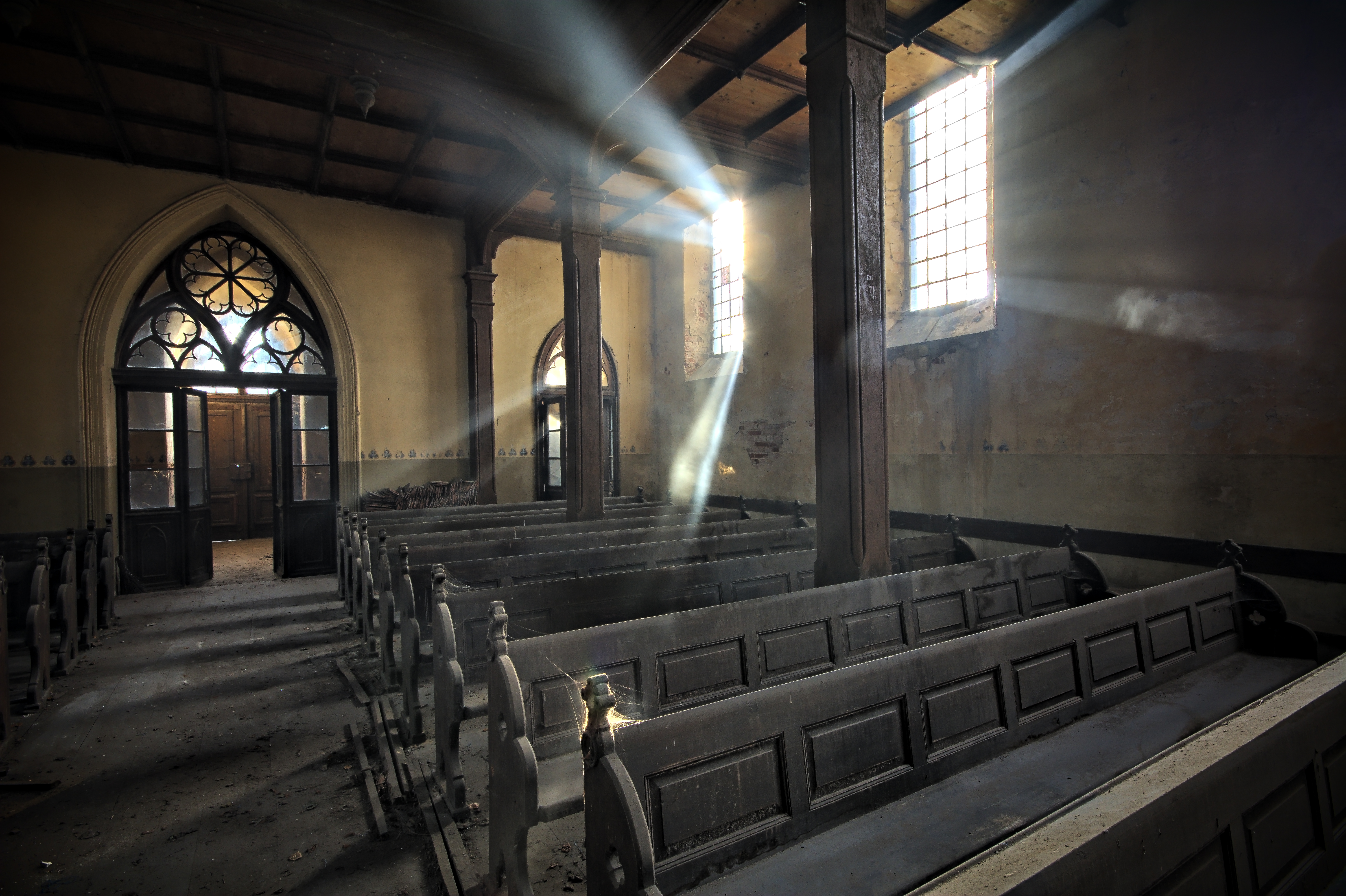
پرتو آفتاب از پنجره‌های یک کلیسای خارج از خدمت در استاویزین، لهستان.

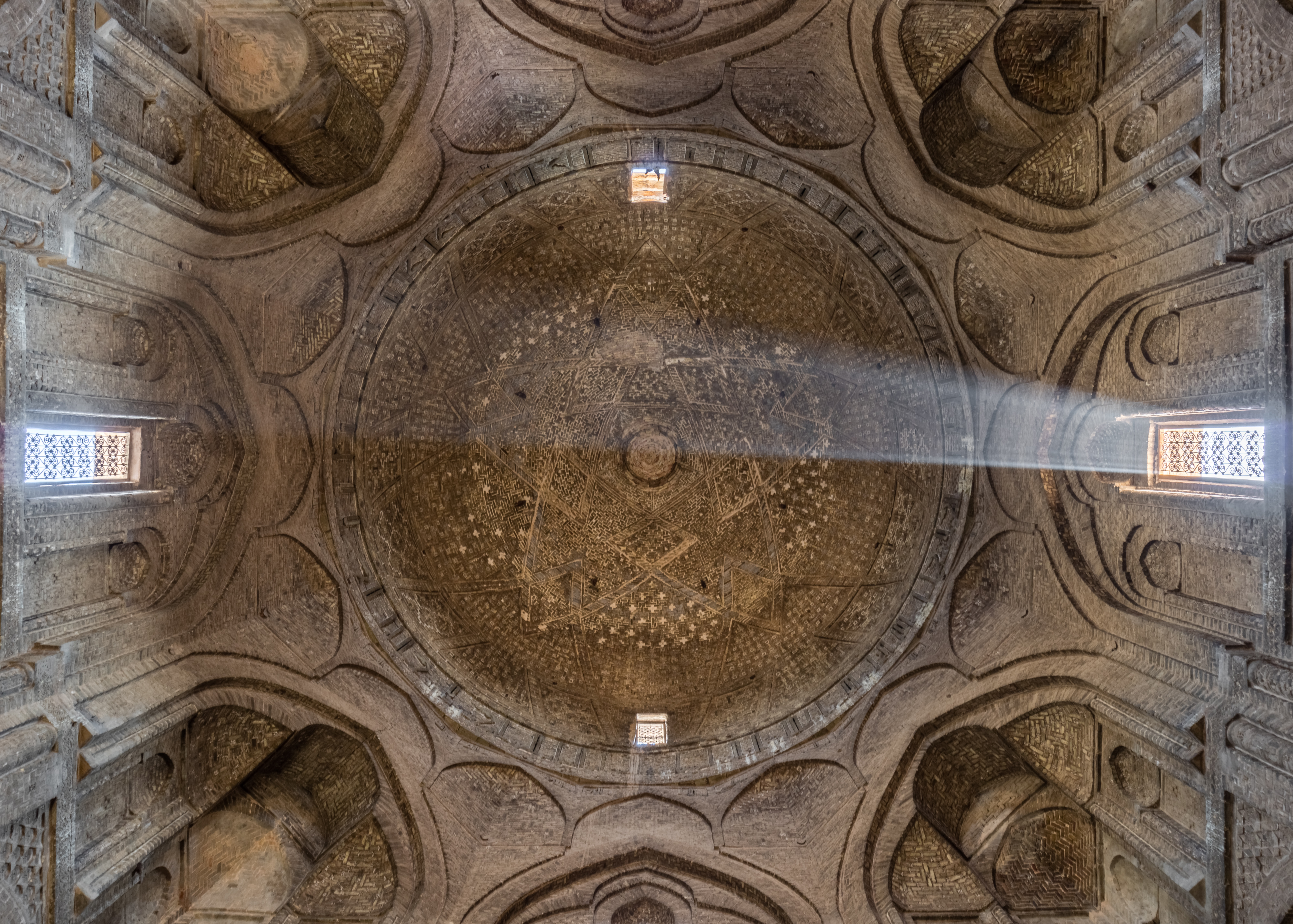
پرتو آفتاب زیر سقف گنبد شمالی مسجد جامع اصفهان.

آفتاب گرگ‌ومیش یا هورتابه نام یکی از پدیده‌های اپتیکی جَوی است که در آن نور خورشید به گونه‌ای دیده می‌شود که ظاهراً از نقطه‌ای یگانه در آسمان تابیده و به صورت نوارهایی از نور فراگسترده شده‌است.
در واقع، پرتوهای نور ماه در  حالت از شکاف‌های میان ابرها یا دیگر جسم‌ها رد می‌شوند یا این پدیده به خاطر تفاوت ضخامت ابرها و دیگر اجسام به‌وجود می‌آید.
زمانی که ابرها یا دیگر اجسام تنها جلوی بخشی از آفتاب را ببندند پدیده پراش ایجاد می‌شود و این به نوبه خود باعث دیده شدن آفتاب گرگ و میش می‌شود. نام‌گذاری آفتاب گرگ و میش به این خاطر است که هنگام وقوع، تشخیص گرگ یا میش به اصطلاحی دشوار است.
آفتاب گرگ و میش سه نوع دارد:

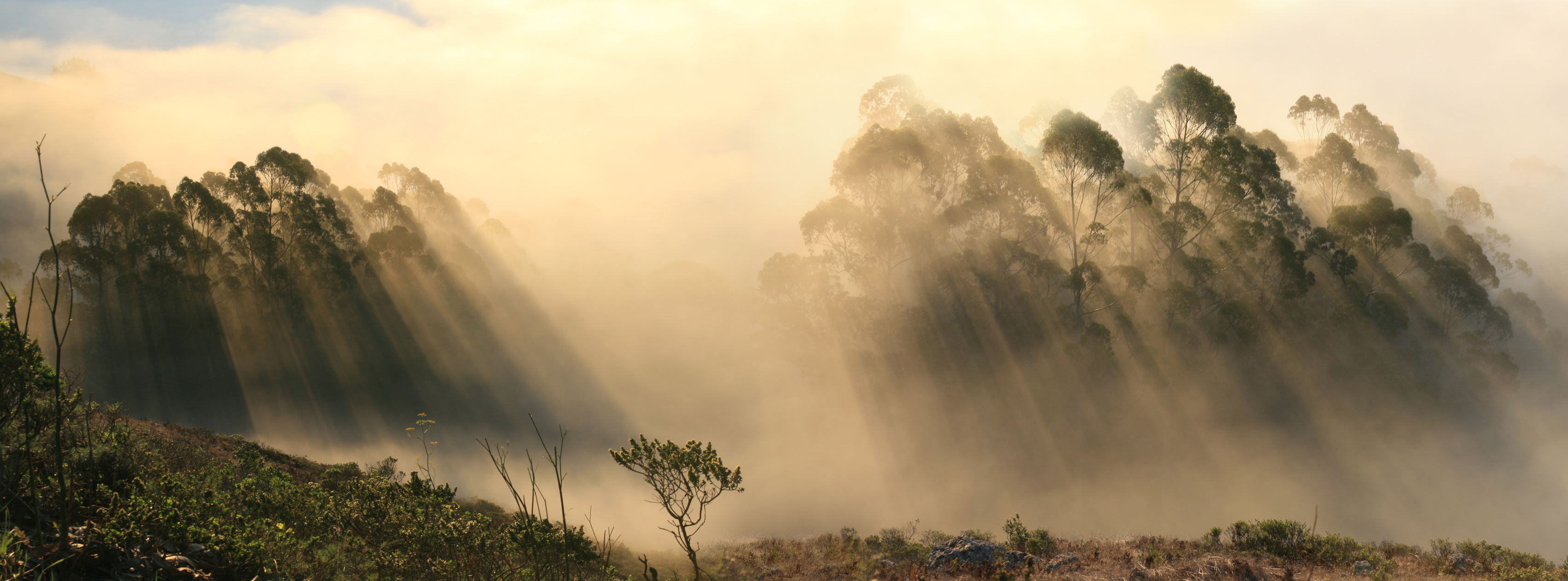
پراکندگی آفتاب گرگ و میش توسط ابرها

- پرتوهایی که از نقاط باز میان ابرها عبور می‌کنند.
- ستون‌هایی از پرتو که توسط ابری متفرق شده و رو به اطراف تابانده می‌شود.
- پرتوهای روشن، صورتی‌رنگ یا سرخ‌رنگ که در سطح افق می‌تابند.

## نگارخانه

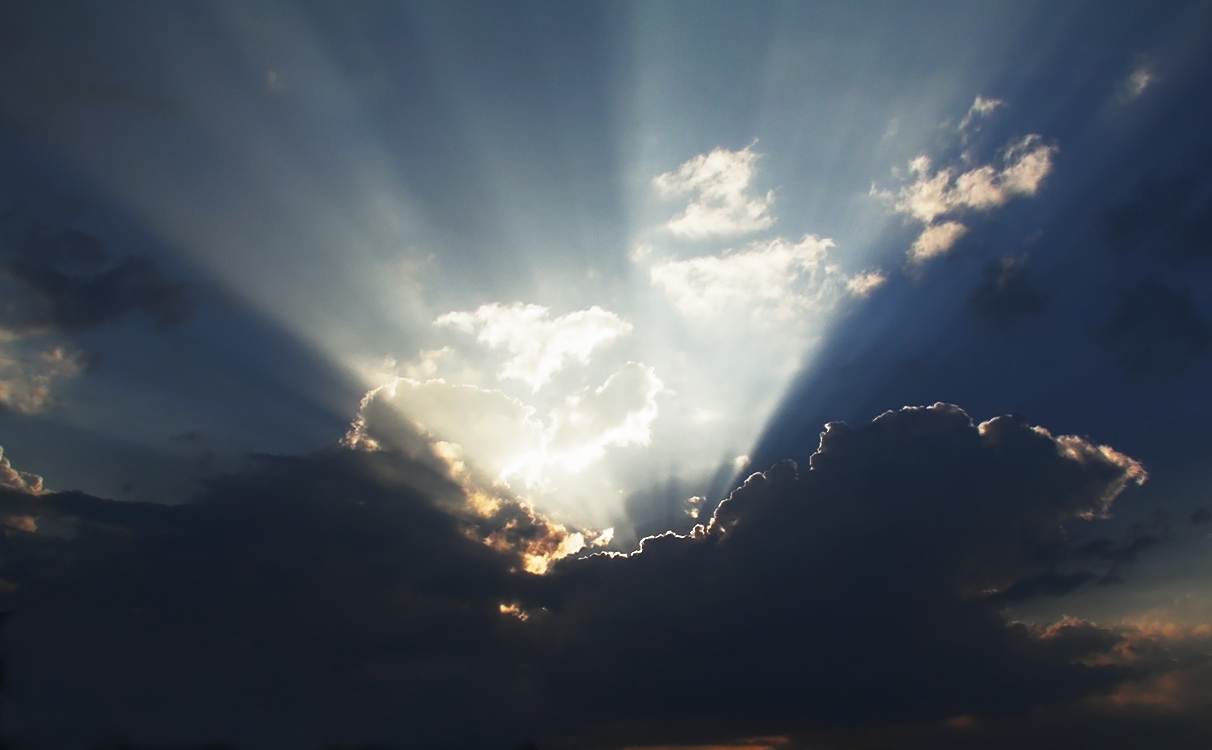
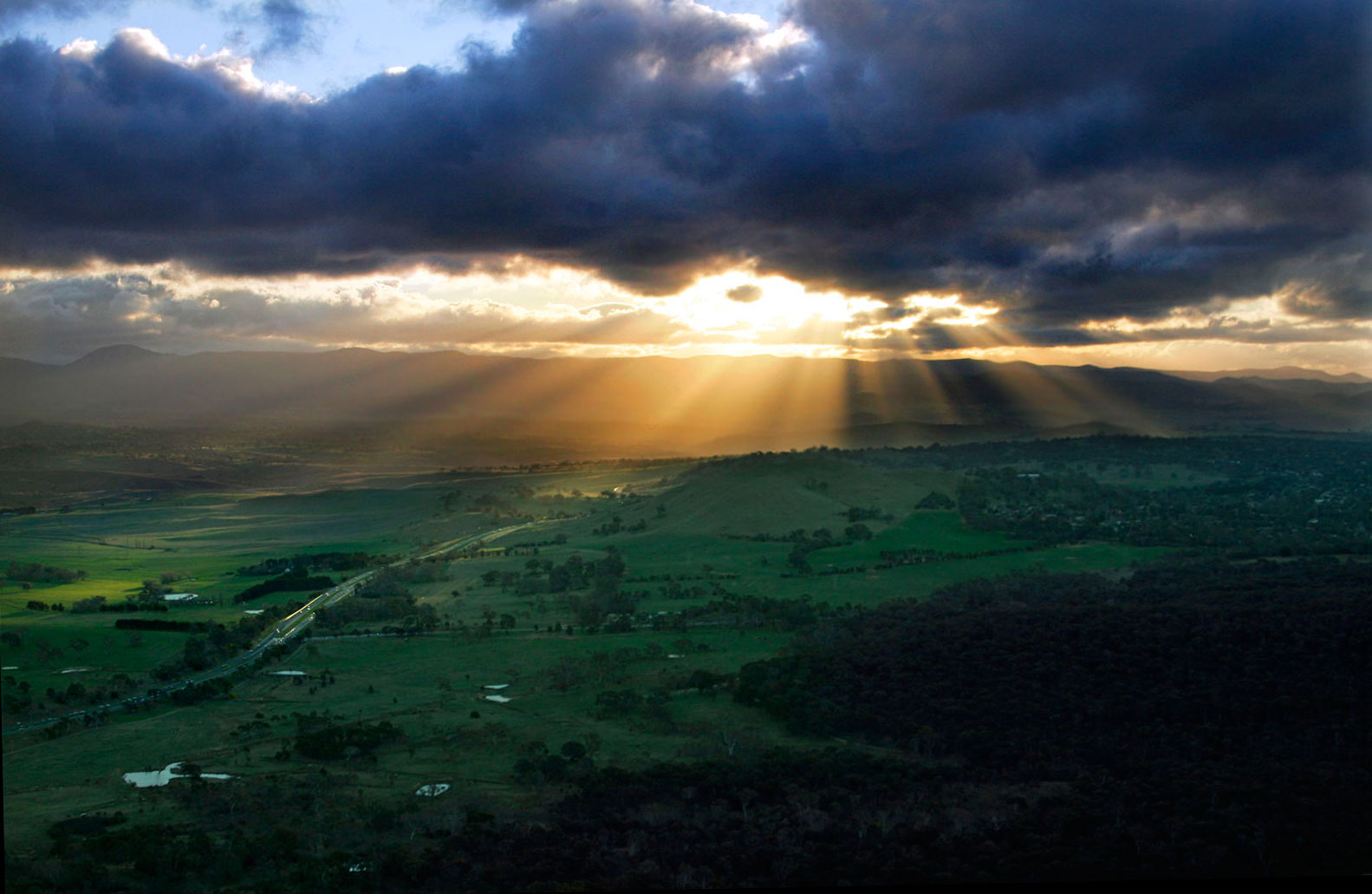
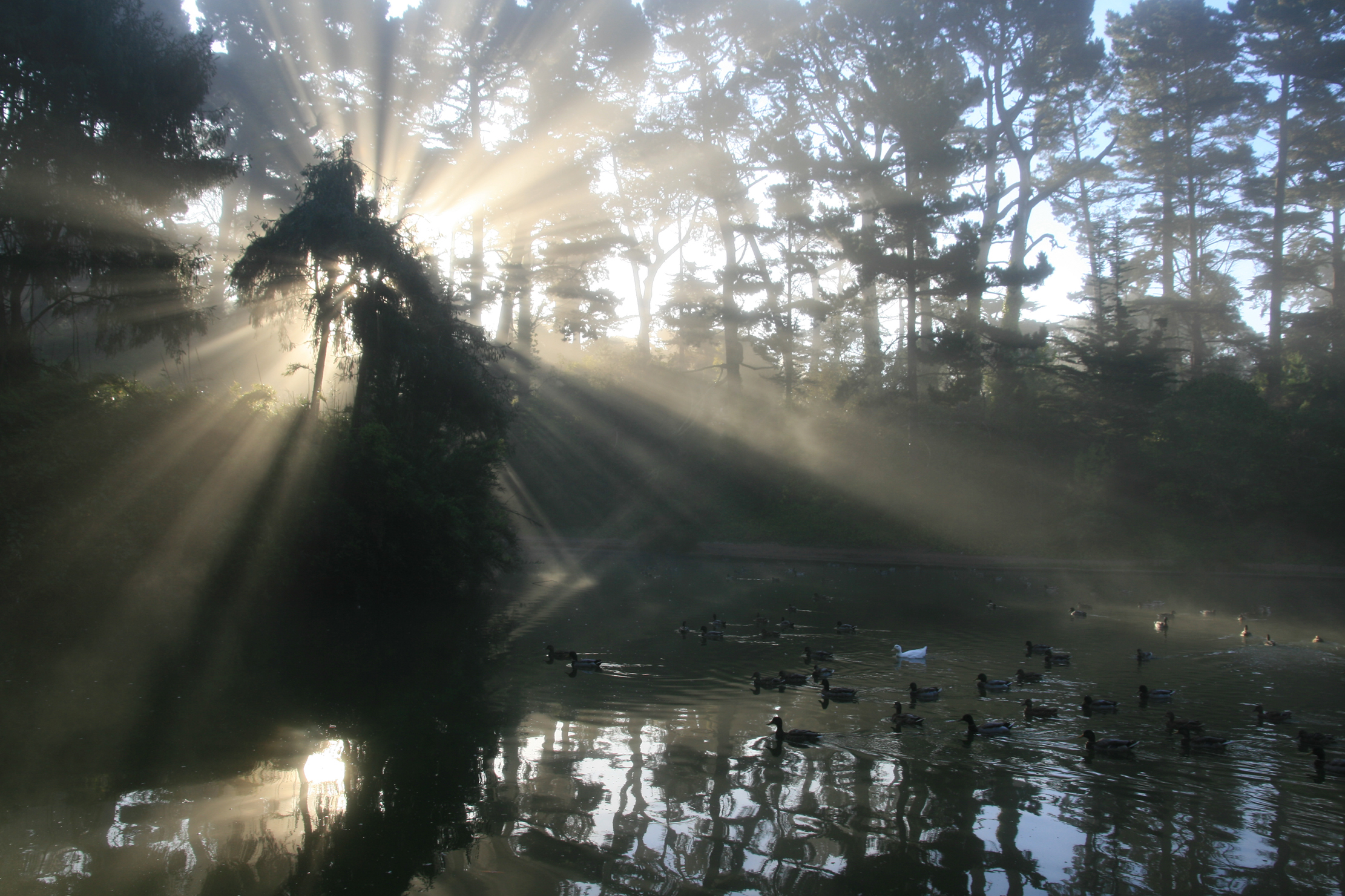
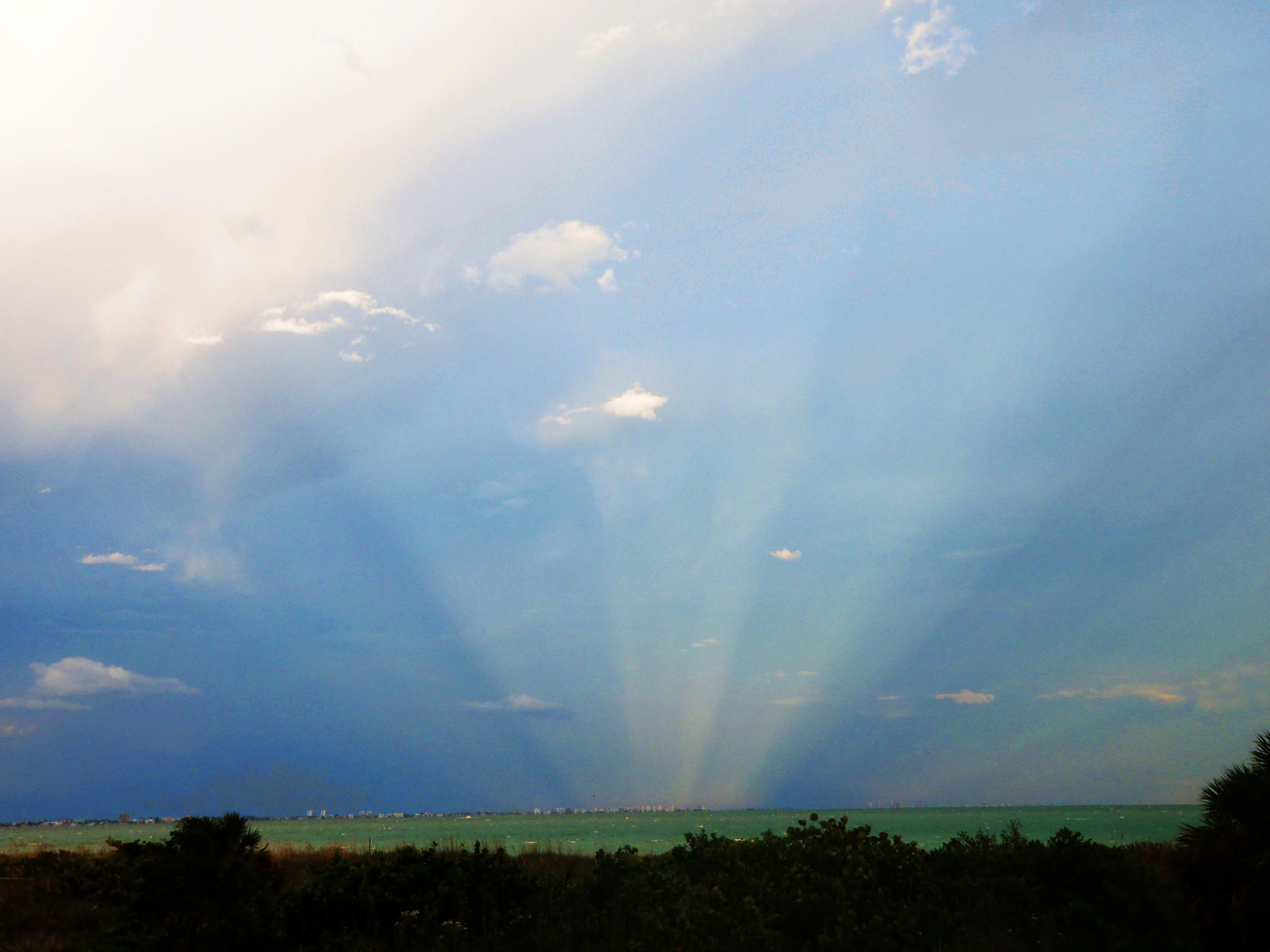
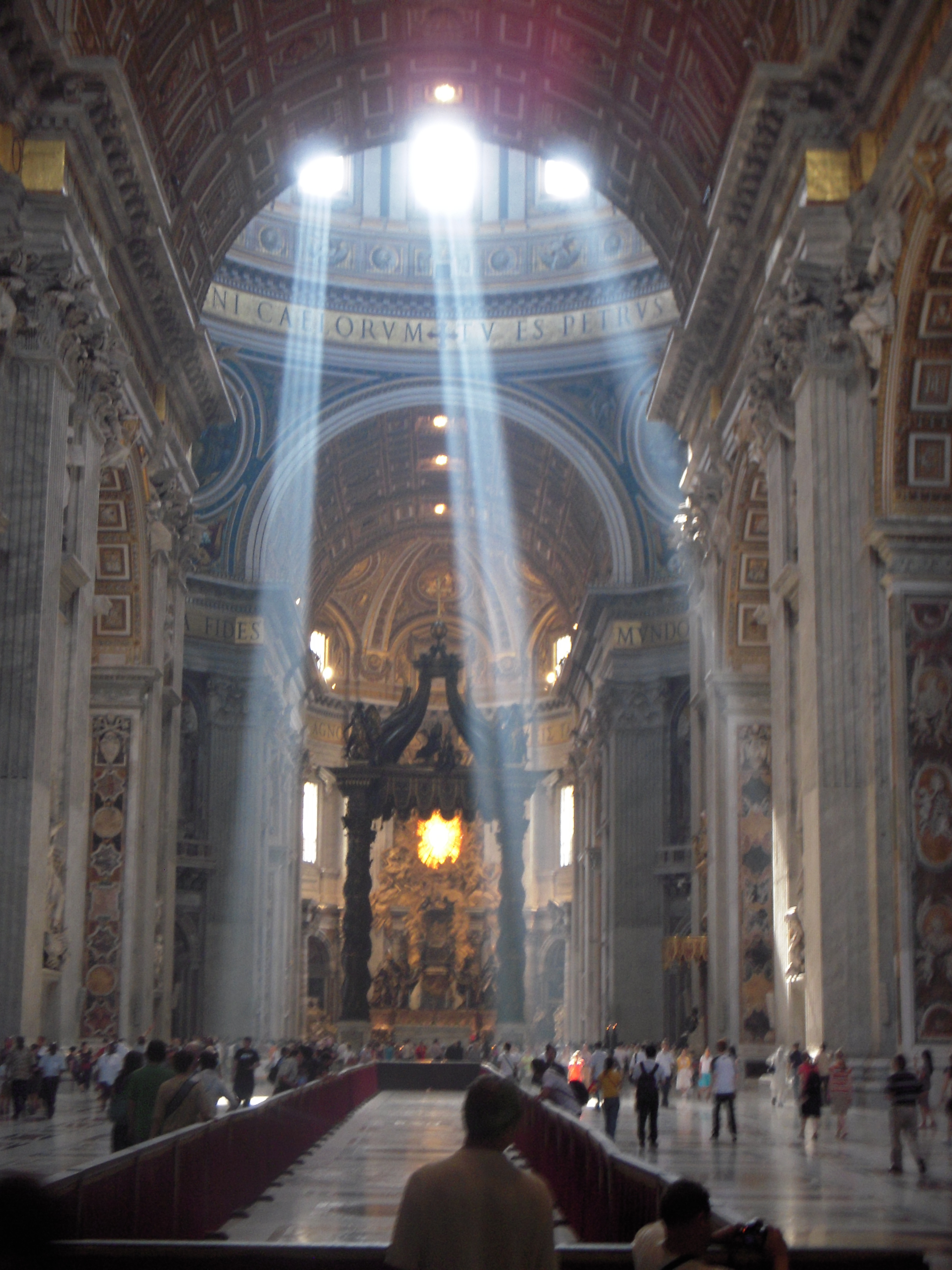
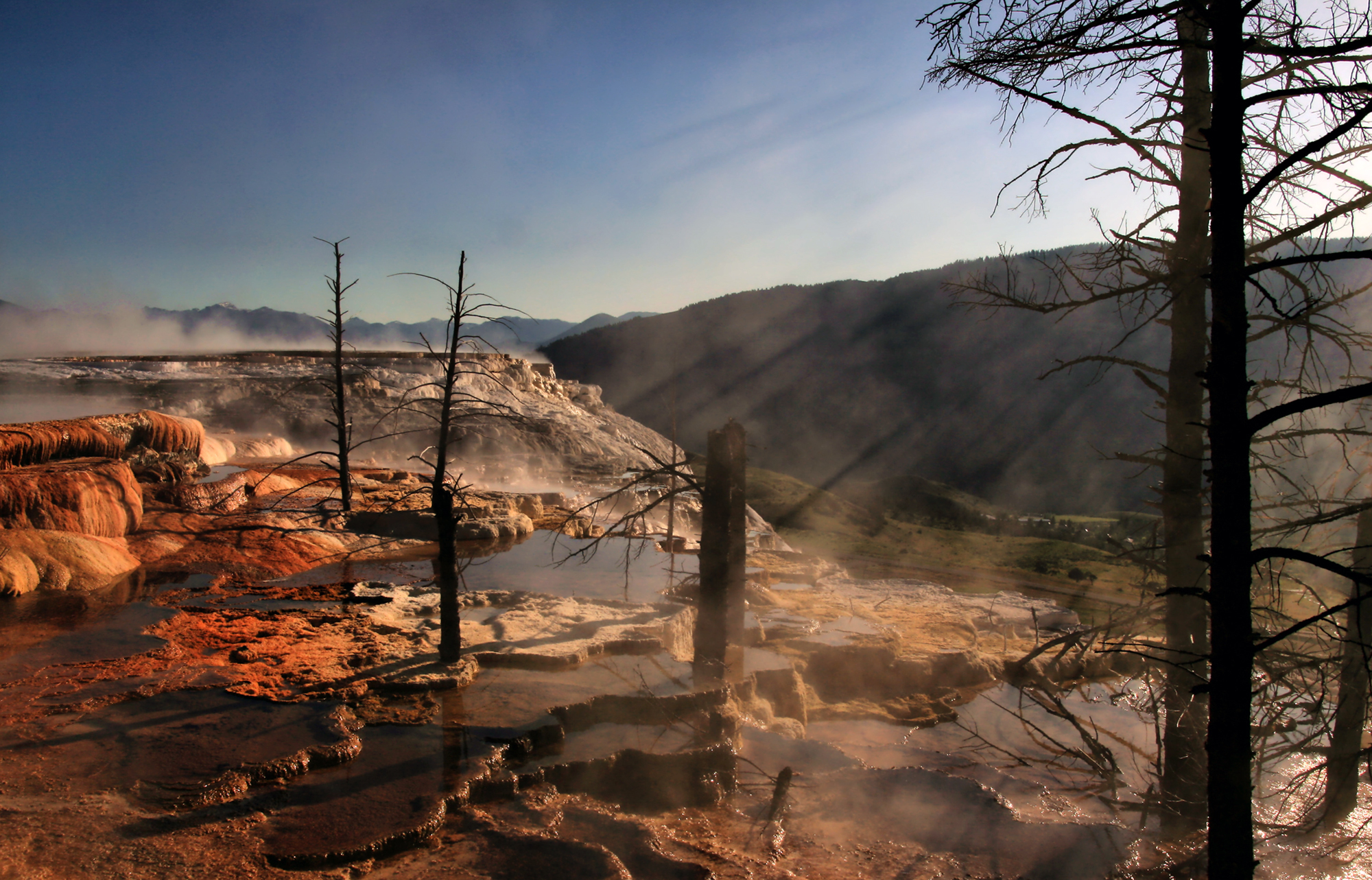
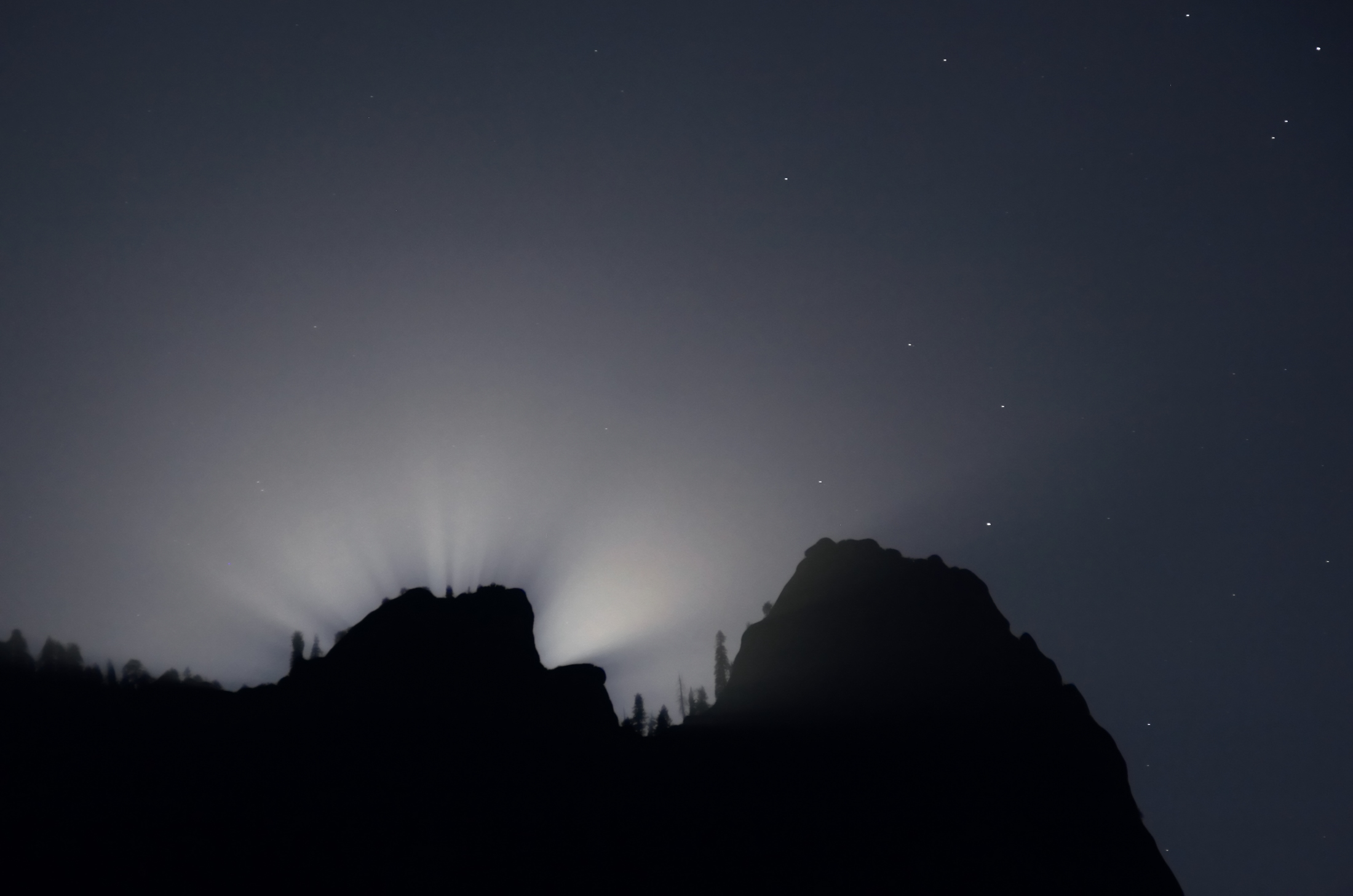
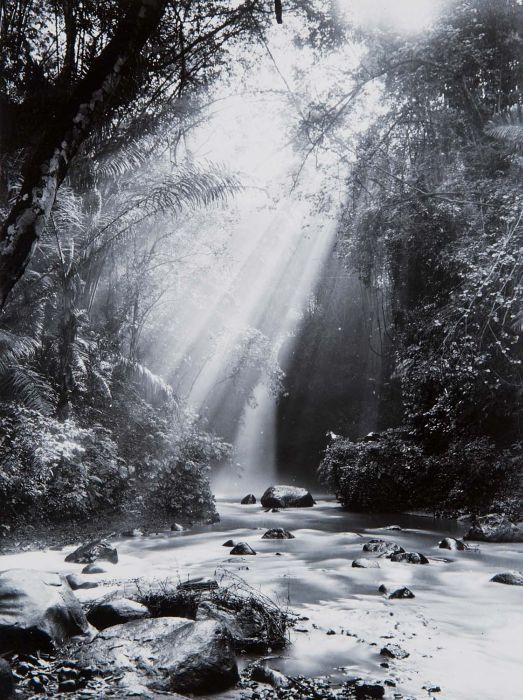
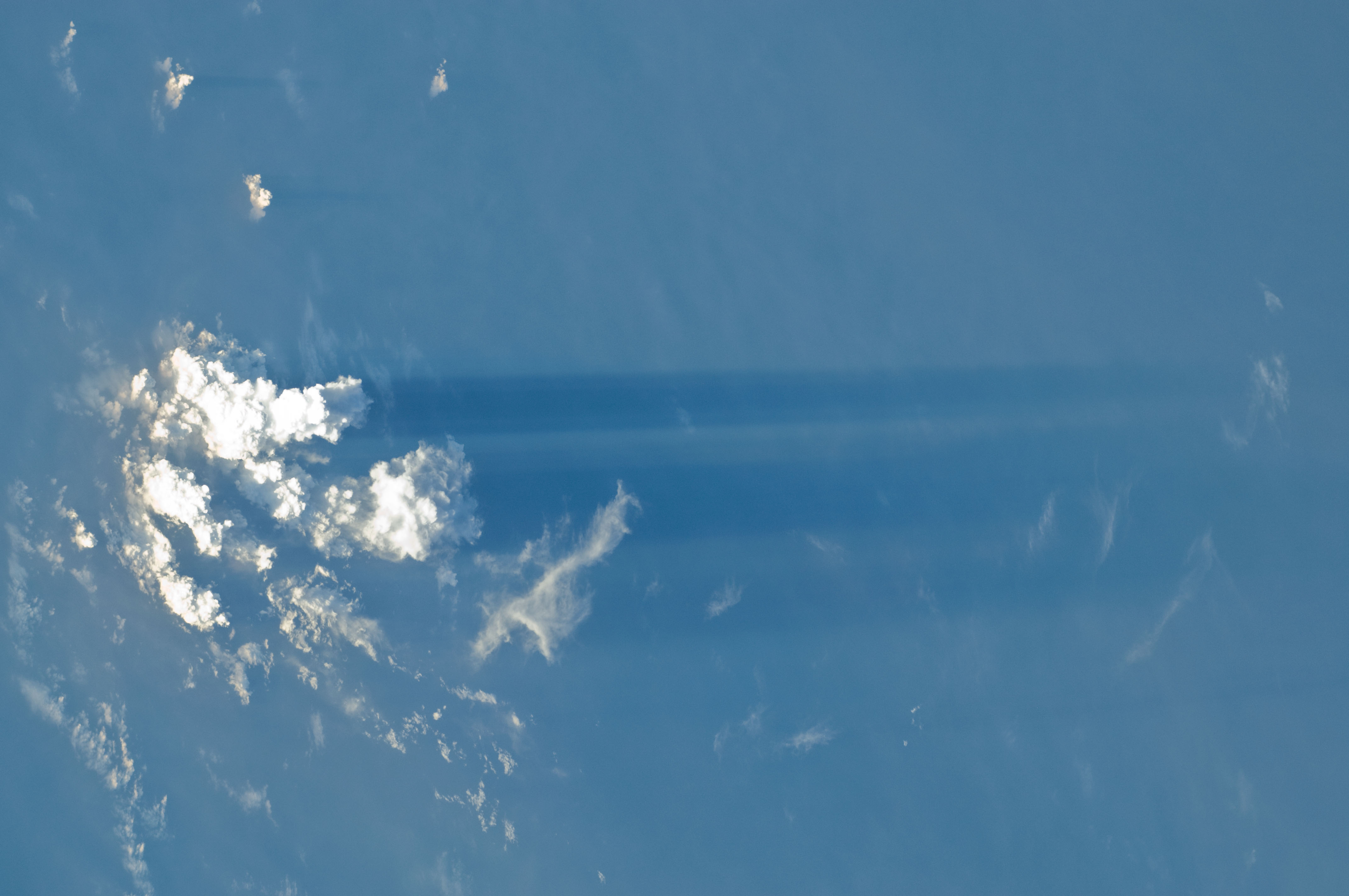
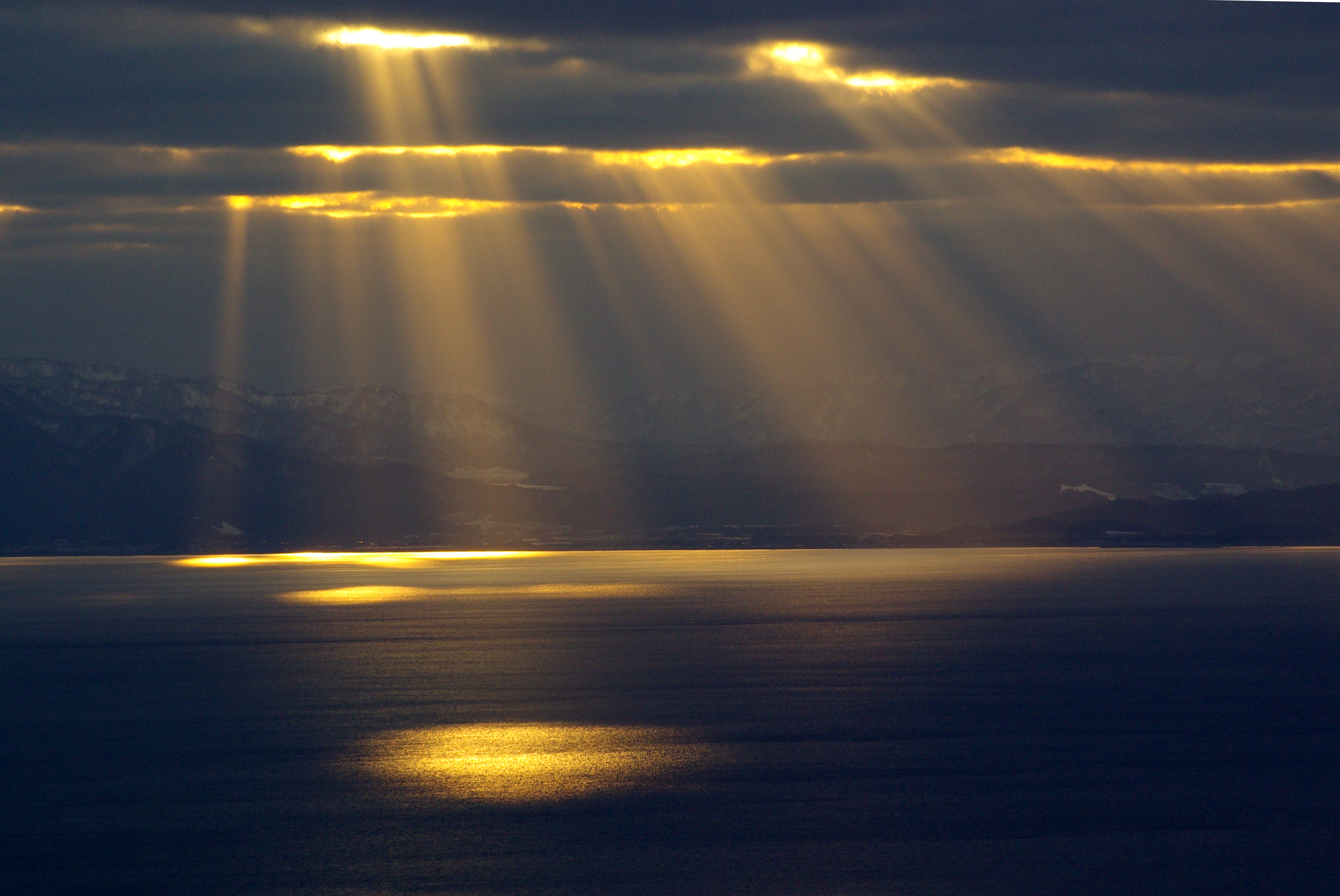
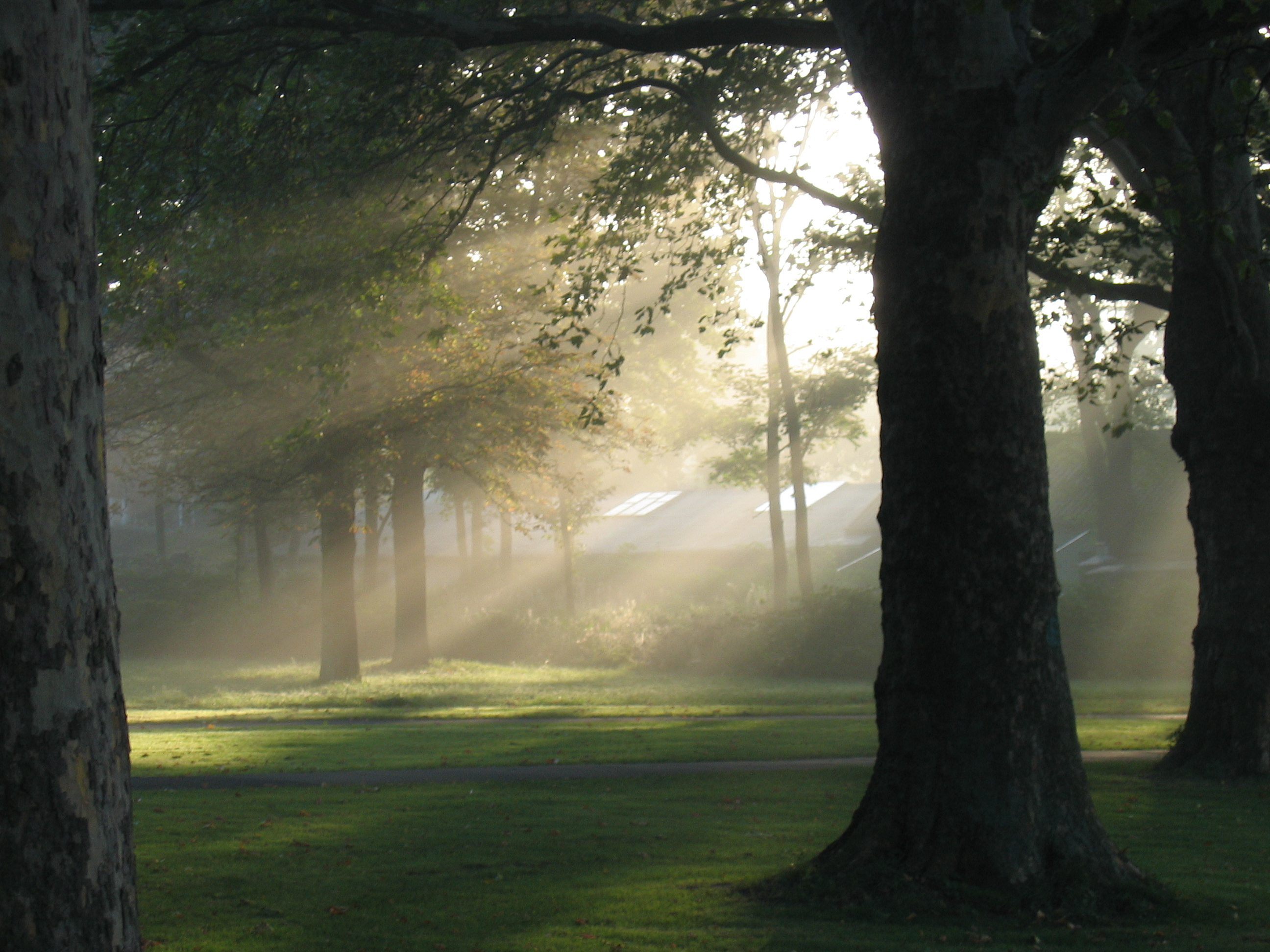
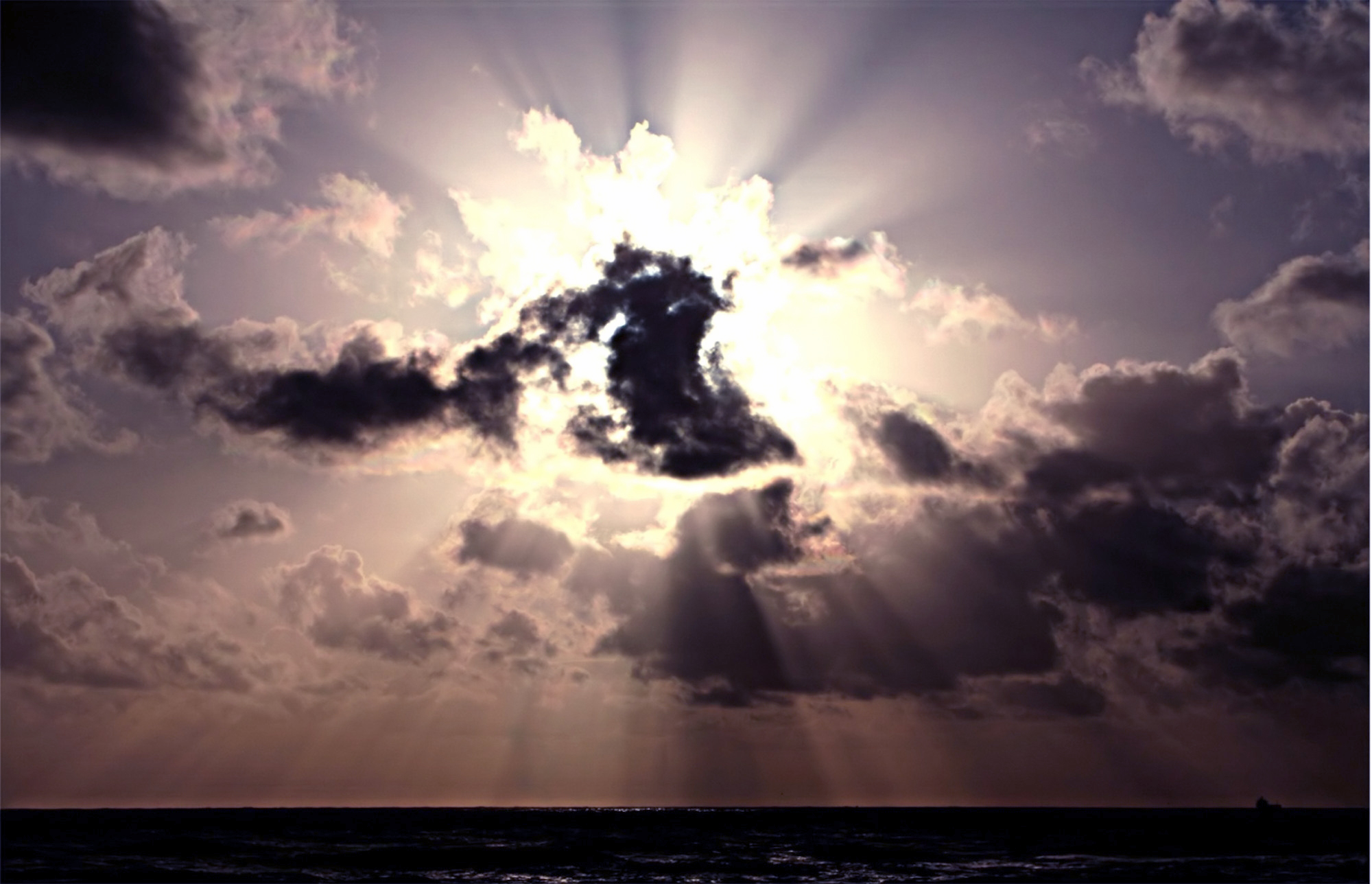